# Psychotria pininsularis
Psychotria pininsularis är en måreväxtart som beskrevs av André Guillaumin. Psychotria pininsularis ingår i släktet Psychotria och familjen måreväxter. Inga underarter finns listade i Catalogue of Life.